# Montale (Italie)
Pour les articles homonymes, voir Montale.
Montale est une commune de la province de Pistoia dans la région Toscane en Italie.

## Géographie

Localisation de la commune de Montale à l'intérieur de la province de Pistoia.

## Administration
| Période                                  | Période  | Identité      | Étiquette       | Qualité |
| ---------------------------------------- | -------- | ------------- | --------------- | ------- |
| 14 juin 2004                             | En cours | Piero Razzoli | Centro-Sinistra |         |
| Les données manquantes sont à compléter. |          |               |                 |         |

### Hameaux
Fognano,Tobbiana,Stazione

### Communes limitrophes
Agliana, Cantagallo, Montemurlo, Pistoia

### Jumelages
- Senlis (France)